# ITF Women’s Circuit 2015 (Januar–März)
In den folgenden Tabellen werden die Tennisturniere des ersten Quartals des ITF Women’s Circuit 2015 dargestellt.

## Turnierplan
| Kategorien |
| ---------- |
| $100.000   |
| $75.000    |
| $50.000    |
| $25.000    |
| $15.000    |
| $10.000    |

### Januar
| Datum 1 | Turnierort          | Siegerin Einzel        | Siegerinnen Doppel                    |
| ------- | ------------------- | ---------------------- | ------------------------------------- |
| 29.12.  | Hongkong            | Mizuno Kijima          | Mana Ayukawa Makoto Ninomiya          |
| 05.01.  | Hongkong            | Misaki Doi             | Han Xinyun Hsu Chieh-yu               |
| 05.01.  | Antalya             | Anne Schäfer           | Anita Husarić Danielle Mills          |
| 12.01.  | Plantation          | Sachia Vickery         | Irina Chromatschowa Asia Muhammad     |
| 12.01.  | Scharm El-Scheich   | Katharina Lehnert      | Pia König Eva Wacanno                 |
| 12.01.  | Fort-de-France      | Gloria Liang           | Alexa Guarachi Sherazad Reix          |
| 12.01.  | Stuttgart-Stammheim | Antonia Lottner        | Lenka Kunčíková Karolína Stuchlá      |
| 12.01.  | El Kantaoui         | Myrtille Georges       | Myrtille Georges Céline Ghesquière    |
| 12.01.  | Antalya             | Petra Uberalová        | Anne Schäfer Lenka Wienerová          |
| 19.01.  | Daytona Beach       | Darja Kassatkina       | Jan Abaza Sanaz Marand                |
| 19.01.  | Scharm El-Scheich   | Aleksandrina Najdenowa | Shiho Akita Yuuki Tanaka              |
| 19.01.  | Saint Martin        | Usue Maitane Arconada  | Alexa Guarachi Ayaka Okuno            |
| 19.01.  | Kaarst              | Kateřina Vaňková       | Natalia Siedliska Mandy Wagemaker     |
| 19.01.  | Aktobe              | Eva Wacanno            | Albina Xabibulina Polina Merenkova    |
| 19.01.  | El Kantaoui         | Isabella Schinikowa    | Estelle Cascino Isabella Schinikowa   |
| 19.01.  | Antalya             | Sopia Kwazabaia        | Melis Sezer Chanel Simmonds           |
| 26.01.  | Andrézieux-Bouthéon | Margarita Gasparjan    | Gioia Barbieri Jeļena Ostapenko       |
| 26.01.  | Sunrise             | Sachia Vickery         | Anna Kalinskaja Katerina Stewart      |
| 26.01.  | Scharm El-Scheich   | Anastasija Sevastova   | Melanie Klaffner Anastasija Sevastova |
| 26.01.  | Petit-Bourg         | Sherazad Reix          | Ayan Broomfield Marie-Alexandre Leduc |
| 26.01.  | Sunderland          | Amy Bowtell            | Jocelyn Rae Anna Smith                |
| 26.01.  | Aktobe              | Marta Paigina          | Albina Xabibulina Polina Merenkova    |
| 26.01.  | El Kantaoui         | Isabella Schinikowa    | Isabella Schinikowa Chantal Škamlová  |
| 26.01.  | Antalya             | Iva Mekovec            | Ekaterine Gorgodze Sopia Kwazabaia    |

### Februar
| Datum 1 | Turnierort                                       | Siegerin Einzel        | Siegerinnen Doppel                        |
| ------- | ------------------------------------------------ | ---------------------- | ----------------------------------------- |
| 02.02.  | Midland Dow Corning Tennis Classic 2015          | Tatjana Maria          | Julie Coin Emily Webley-Smith             |
| 02.02.  | Burnie                                           | Darja Gawrilowa        | Irina Falconi Petra Martić                |
| 02.02.  | Grenoble                                         | Magda Linette          | Hiroko Kuwata Demi Schuurs                |
| 02.02.  | Glasgow                                          | Kristýna Plíšková      | Corinna Dentoni Claudia Giovine           |
| 02.02.  | Scharm El-Scheich                                | Melanie Klaffner       | Anna Morgina Yuuki Tanaka                 |
| 02.02.  | El Kantaoui                                      | Marie Benoit           | Deborah Chiesa Beatrice Lombardo          |
| 02.02.  | Antalya                                          | Anne Schäfer           | Aiko Yoshitomi Miki Miyamura              |
| 09.02.  | Launceston                                       | Darja Gawrilowa        | Han Xinyun Junri Namigata                 |
| 09.02.  | São Paulo                                        | Laura Pous Tió         | Danka Kovinić Andreea Mitu                |
| 09.02.  | Scharm El-Scheich                                | Julia Terziyska        | Kamila Kerimbajewa Aminat Kuschchowa      |
| 09.02.  | Trnava                                           | Anastasija Sevastova   | Anna-Maria Heil Anastasija Sevastova      |
| 09.02.  | Palmanova                                        | Amanda Carreras        | Amanda Carreras Alice Savoretti           |
| 09.02.  | El Kantaoui                                      | Lou Brouleau           | Ilze Hattingh Michelle Sammons            |
| 09.02.  | Antalya                                          | Wiktorija Kan          | Ekaterine Gorgodze Wiktorija Kan          |
| 16.02.  | Kreuzlingen ITF Women’s Circuit UBS Thurgau 2015 | Wolha Hawarzowa        | Ljudmyla Kitschenok Nadija Kitschenok     |
| 16.02.  | Altenkirchen AK Ladies Open 2015                 | Carina Witthöft        | Antonia Lottner Ana Vrljić                |
| 16.02.  | Neu-Delhi                                        | Magda Linette          | Tang Haochen Yang Zhaoxuan                |
| 16.02.  | Cuernavaca                                       | Marcela Zacarías       | Victoria Rodríguez Marcela Zacarías       |
| 16.02.  | Moskau                                           | Margarita Gasparjan    | Lidsija Marosawa Anastasija Wassyljewa    |
| 16.02.  | Surprise                                         | Sofia Arvidsson        | Jacqueline Cako Kaitlyn Christian         |
| 16.02.  | Scharm El-Scheich                                | Julia Terziyska        | Anna Morgina Julia Terziyska              |
| 16.02.  | Palmanova                                        | Amanda Carreras        | Irina Maria Bara Ágnes Bukta              |
| 16.02.  | El Kantaoui                                      | Clothilde de Bernardi  | Tessah Andrianjafitrimo Anna Blinkova     |
| 16.02.  | Antalya                                          | Sopia Kwazabaia        | Anita Husarić Kimberley Zimmermann        |
| 23.02.  | Sankt Petersburg                                 | Jeļena Ostapenko       | Viktorija Golubic Aljaksandra Sasnowitsch |
| 23.02.  | Campinas                                         | Andreea Mitu           | Pauline Parmentier Olivia Rogowska        |
| 23.02.  | Aurangabad                                       | Dalila Jakupović       | Lee Ya-hsuan Varatchaya Wongteanchai      |
| 23.02.  | Beinasco                                         | Kristína Kučová        | Demi Schuurs Daniela Seguel               |
| 23.02.  | Rancho Santa Fe                                  | Catherine Bellis       | Samantha Crawford Asia Muhammad           |
| 23.02.  | Clare                                            | Jang Su-jeong          | Jennifer Elie Jessica Moore               |
| 23.02.  | Scharm El-Scheich                                | Nudnida Luangnam       | Anna Morgina Julia Terziyska              |
| 23.02.  | Mâcon                                            | Sofie Oyen             | Isabella Schinikowa Eva Wacanno           |
| 23.02.  | Palmanova                                        | Yvonne Cavalle-Reimers | Irina Maria Bara Agnes Bukta              |
| 23.02.  | El Kantaoui                                      | Kristína Schmiedlová   | Xenia Lykina Francesca Stephenson         |
| 23.02.  | Antalya                                          | Diana Buzean           | Melis Sezer Lenka Wienerová               |

### März
| Datum 1 | Turnierort                                                 | Siegerin Einzel         | Siegerinnen Doppel                               |
| ------- | ---------------------------------------------------------- | ----------------------- | ------------------------------------------------ |
| 02.03.  | Curitiba                                                   | Lourdes Domínguez Lino  | Ysaline Bonaventure Rebecca Peterson             |
| 02.03.  | Port Pirie                                                 | Han Na-lae              | Jessica Moore Abbie Myers                        |
| 02.03.  | Jiangmen                                                   | Emma Flood              | Hsu Chin-wen Tang Haochen                        |
| 02.03.  | Scharm El-Scheich                                          | Vera Lapko              | Vera Lapko Markéta Vondroušová                   |
| 02.03.  | Solarino                                                   | Irina Ramialison        | Deborah Chiesa Camilla Rosatello                 |
| 02.03.  | El Kantaoui                                                | Chanel Simmonds         | Cristina Sánchez-Quintanar Clara Tanielian       |
| 02.03.  | Antalya                                                    | Cristina Dinu           | Cornelia Lister Tara Moore                       |
| 09.03.  | Mildura                                                    | Alison Bai              | Hiroko Kuwata Yuuki Tanaka                       |
| 09.03.  | São José dos Campos                                        | Nadia Podoroska         | Carolina M. Alves Victoria Bosio                 |
| 09.03.  | Jiangmen                                                   | Chang Kai-chen          | Choi Ji-hee Kim Na-ri                            |
| 09.03.  | Scharm El-Scheich                                          | Nudnida Luangnam        | Prarthana Thombare Ekaterina Yashina             |
| 09.03.  | Amiens                                                     | Olha Jantschuk          | Ilka Csoregi Eleni Daniilidou                    |
| 09.03.  | Solarino                                                   | Cristiana Ferrando      | Anna Bondár Dalma Gálfi                          |
| 09.03.  | El Kantaoui                                                | Clothilde de Bernardi   | Myrtille Georges Isabella Schinikowa             |
| 09.03.  | Antalya                                                    | Wiktorija Kan           | Cornelia Lister Swjatlana Piraschenka            |
| 09.03.  | Gainesville                                                | Katerina Stewart        | Ingrid Neel Fanni Stollár                        |
| 16.03.  | Irapuato                                                   | Alexa Glatch            | Victoria Rodríguez Marcela Zacarías              |
| 16.03.  | Sevilla                                                    | Wolha Hawarzowa         | Ekaterine Gorgodze Wiktorija Kan                 |
| 16.03.  | Ribeirão Preto                                             | Walerija Strachowa      | Ingrid Gamarra Martins Walerija Strachowa        |
| 16.03.  | Jiangmen                                                   | Liu Chang               | You Xiaodi Zhu Aiwen                             |
| 16.03.  | Scharm El-Scheich                                          | Katie Swan              | Ola Abou Zekry Kateryna Sliusar                  |
| 16.03.  | Gonesse                                                    | Olha Jantschuk          | Ágnes Bukta Oana Georgeta Simion                 |
| 16.03.  | Solarino                                                   | Dalma Gálfi             | Laura Schaeder Janneke Wikkerink                 |
| 16.03.  | Kōfu                                                       | Miki Miyamura           | Haruka Kaji Aiko Yoshitomi                       |
| 16.03.  | Oslo                                                       | Pemra Özgen             | Justyna Jegiołka Eva Wacanno                     |
| 16.03.  | El Kantaoui                                                | Myrtille Georges        | Britt Geukens Inger van Dijkman                  |
| 16.03.  | Antalya                                                    | Aljona Sotnykowa        | Cristina Ene Ioana Roșca                         |
| 16.03.  | Orlando                                                    | Claire Liu              | Ingrid Neel Fanni Stollár                        |
| 23.03.  | Quanzhou                                                   | Jelisaweta Kulitschkowa | Eri Hozumi Makoto Ninomiya                       |
| 23.03.  | Palm Harbor                                                | Katerina Stewart        | Paula Cristina Gonçalves Petra Krejsová          |
| 23.03.  | Mornington                                                 | Priscilla Hon           | Priscilla Hon Tammi Patterson                    |
| 23.03.  | Bangkok                                                    | Jang Su-jeong           | Jang Su-jeong Vojislava Lukić                    |
| 23.03.  | São José do Rio Preto                                      | Katarzyna Kawa          | Ana Victoria Gobbi Monllau Constanza Vega        |
| 23.03.  | Scharm El-Scheich                                          | Aminat Kuschchowa       | Arabela Fernández Rabener Lina Gjorcheska        |
| 23.03.  | Le Havre                                                   | Alice Matteucci         | Erika Vogelsang Mandy Wagemaker                  |
| 23.03.  | Iraklio                                                    | Maria Sakkari           | Valentini Grammatikopoulou Anastassija Komardina |
| 23.03.  | Solarino                                                   | Gioia Barbieri          | Francesca Palmigiano Lisa Sabino                 |
| 23.03.  | Nishitama                                                  | Hsu Chin-wen            | Kyōka Okamura Akiko Yonemura                     |
| 23.03.  | Metepec                                                    | Marcela Zacarías        | Maria Fernanda Alves Kaitlyn Christian           |
| 23.03.  | El Kantaoui                                                | Melanie Stokke          | Carolin Daniels Justyna Jegiołka                 |
| 23.03.  | Antalya                                                    | Caroline Romeo          | Ayla Aksu Melis Sezer                            |
| 30.03.  | Croissy-Beaubourg                                          | Margarita Gasparjan     | Jocelyn Rae Anna Smith                           |
| 30.03.  | Osprey The Wilde Lexus Women’s USTA Pro Circuit Event 2015 | Alexa Glatch            | Anhelina Kalinina Oleksandra Korashvili          |
| 30.03.  | Melbourne                                                  | Zoe Hives               | Priscilla Hon Tammi Patterson                    |
| 30.03.  | Bangkok                                                    | Chanel Simmonds         | Nao Hibino Miyu Katō                             |
| 30.03.  | Manama                                                     | Fatma Al-Nabhani        | Fatma Al-Nabhani Camila Fuentes                  |
| 30.03.  | Scharm El-Scheich                                          | Mariam Bolkwadse        | Lina Gjorcheska Julia Terziyska                  |
| 30.03.  | Iraklio                                                    | Maria Sakkari           | Valentini Grammatikopoulou Anastassija Komardina |
| 30.03.  | Dehradun                                                   | Hsu Ching-wen           | Prarthana Thombare Nungnadda Wannasuk            |
| 30.03.  | Pula                                                       | Georgia Brescia         | Claudia Giovine Kimberley Zimmermann             |
| 30.03.  | El Kantaoui                                                | Mihaela Buzărnescu      | Inês Murta Melanie Stokke                        |
| 30.03.  | Antalya                                                    | Aljona Sotnykowa        | Lu Jiajing Aljona Sotnykowa                      |